# Jerónimo Durán de la Cueva
Jerónimo Durán de la Cueva (¿Granada?, ¿? - Córdoba, 7 de enero de 1615) fue un compositor y maestro de capilla español.

## Vida
Se desconoce tanto el origen, como su formación musical, aunque Robert Setvenson lo hace originario Granada. Entre hacia 1566 y 1567 fue maestro de capilla de la Colegiata del Salvador de Granada.
El maestro de capilla Andrés de Villalar había dejado el magisterio de la Catedral de Córdoba vacante el 16 de diciembre de 1566, para ocupar el mismo cargo en la catedral de Burgos. La interinidad hasta la llegada del nuevo maestro la ocupó Alonso de Vieras y se llamó a Rodrigo de Ceballos el 14 de febrero de 1567 para juzgar a los contendientes para la vacante; ambos habían sido antiguos maestros de capilla en Córdoba y este último ocupaba el magisterio de la Capilla Real de Granada en ese momento. Durán de la Cueva consiguió el cargo por oposición, accediendo al cargo el 24 de abril de 1567.
No parece que tuviera buenas relaciones con el cabildo. El 27 de agosto de 1568 y el 28 de septiembre de 1569 fue amonestado por no cumplir con sus obligaciones de enseñar el canto de órgano y contrapunto, además de no aplicarse en la búsqueda de buenas voces para la capilla de música. Pronto llegaron las multas. A pesar de ello, fue el maestro de capilla que más tiempo estuvo en el cargo en la catedral de Córdoba.
Al parecer, el 27 de febrero de 1612 se nombró a un maestro segundo, Juan de Riscos, en cuya oposición Durán de la Cueva estuvo en el tribunal. En 1616 aparece una anotación sobre el pago de los tres ducados que percibía como catedrático de canto llano correspondientes al año contable de San Martín (11 de noviembre) de 1613 y el 11 de noviembre de 1614.
Fue ordenado sacerdote y obtuvo la capilla de San Asensio. Fallecía en Córdoba, en el cargo, el 7 de enero de 1615.

## Obra
Se conservan varias composiciones suyas en la catedral de Córdoba. Es el primer maestro del que se conservan obras expresamente escritas para el templo en el archivo de la catedral de Córdoba.
Se suele identificar con este compositor al «Geronimo» que aparece en el Cancionero de Medinaceli. En el Cancionero se le atribuye la autoría del villancico Alégrate Isabel a cuatro voces.